# Capilla de María Auxiliadora (Barbosa)
La Capilla de María Auxiliadora es un templo colombiano de culto católico dedicado a la Virgen María bajo la advocación de María Auxiliadora, está ubicado en el parque Diego Echavarría Misas del municipio de Barbosa (Antioquia). El edificio es de estilo colonial y se construyó en 1773. Durante en el siglo XIX y casi la mitad del siglo XX fue el principal centro religioso de Barbosa hasta que fue inaugurada la Iglesia de San Antonio de Padua. El templo desde su construcción hasta hoy se le ha conocido como de San Antonio de Barbosa, San Pedro Clavel y María Auxiliadora y desde 1988 pertenece a la jurisdicción eclesiástica de la Diócesis de Girardota .

## Historia
Desde el siglo XVIII, los intentos por establecer una nueva parroquia en los “Potreros de Barbosa”, se vieron reflejados en el ánimo de varios propietarios de tierras al querer separarse de Copacabana. Así, Jerónimo de Lara, en 1747, construyó una capilla en su hacienda de Graciano, la que dedicó a San Marcos. Posteriormente, en 1755, bajo la advocación de San Gregorio, el señor Gregorio Ignacio Hernández construyó una capilla en la hacienda La Eme. En 1773 Gabriel Muñoz edificó una capilla en su hacienda Barbosa, la cual compitió con la de Graciano, al tiempo que se convirtió en Viceparroquia dependiendo, sin embargo, de la Parroquia de Copacabana.

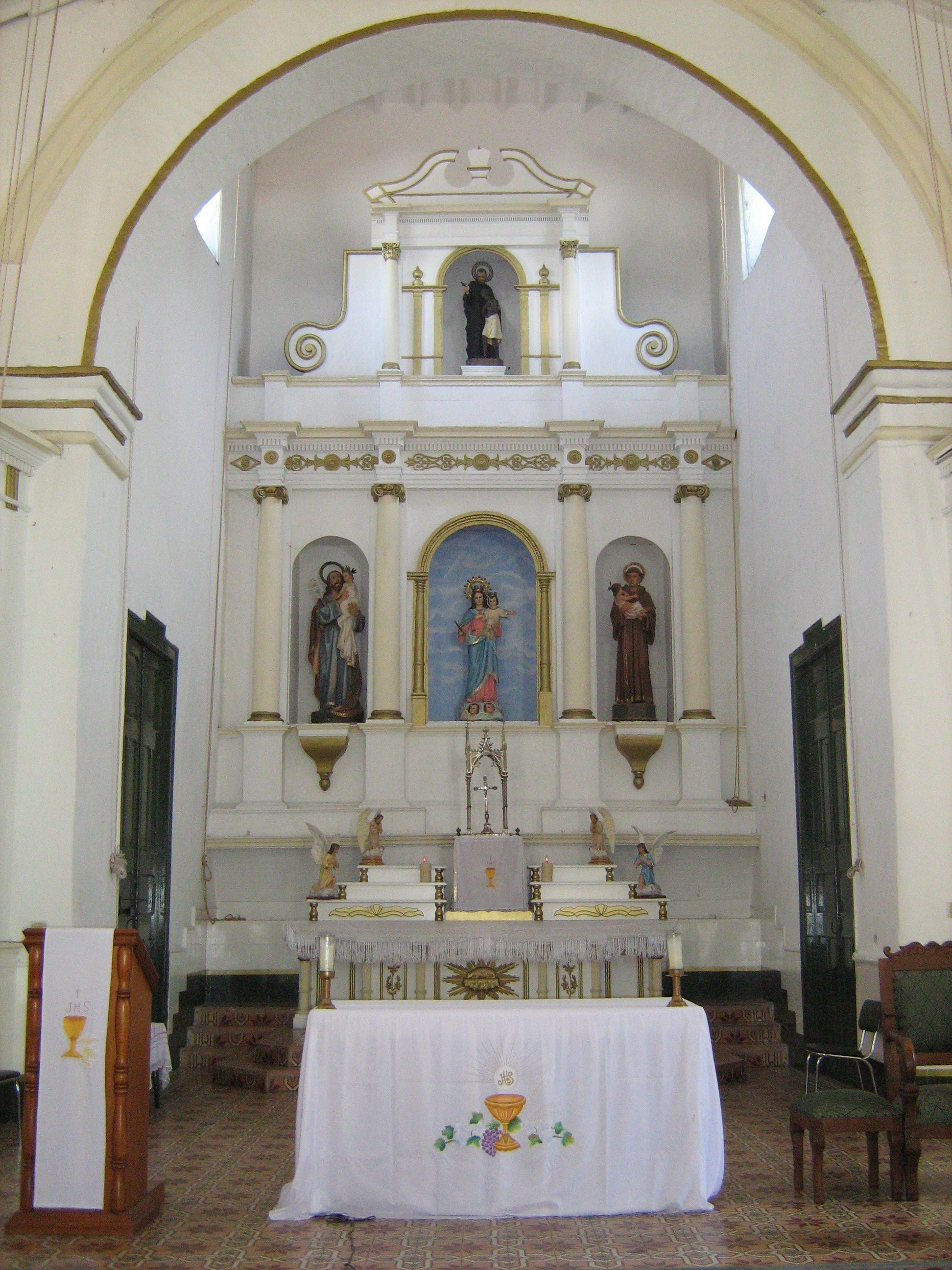
Altar mayor.

En 1792 varios fueron los requerimientos que se hicieron a las parroquias ya establecidas, básicamente a las de Barbosa y Graciano, por parte del visitador de la vicaría de Medellín.
Trascurrirían cuatro años más para que en 1796 y alrededor de la capilla y terrenos de Gabriel Muñoz, se estableciera la Parroquia de la Nueva Colonia de Barbosa, llamada también Nueva Población del Señor San Antonio de Barbosa, jurisdicción de la Villa de Medellín, Provincia de Antioquia, Obispado de Popayán en el Nuevo Reino de Granada.
Sin lugar a dudas y dadas las particulares características, como figura en la descripción de 1792, esta capilla fue la “más cómoda y la más alhajada… la mejor ubicada para generar a sus pies un pueblo, dado que está en medio de dos quebradas (hoy quebradas La López y Aguas Calientes) que la abastecían de agua, y suficiente terreno plano para construir plaza y calles a una prudente distancia del río Medellín”. En estos términos, la capilla, entonces, facilitó el nacimiento de Barbosa, al tiempo que se convirtió en epicentro y referente religioso de los mismos habitantes.
El 20 de marzo de 1796 llegó el decreto de erección, otorgado por el Obispo de Popayán, Ángel Velarde y Bustamante, en esta época la capilla apenas tenía lo necesario para funcionar.

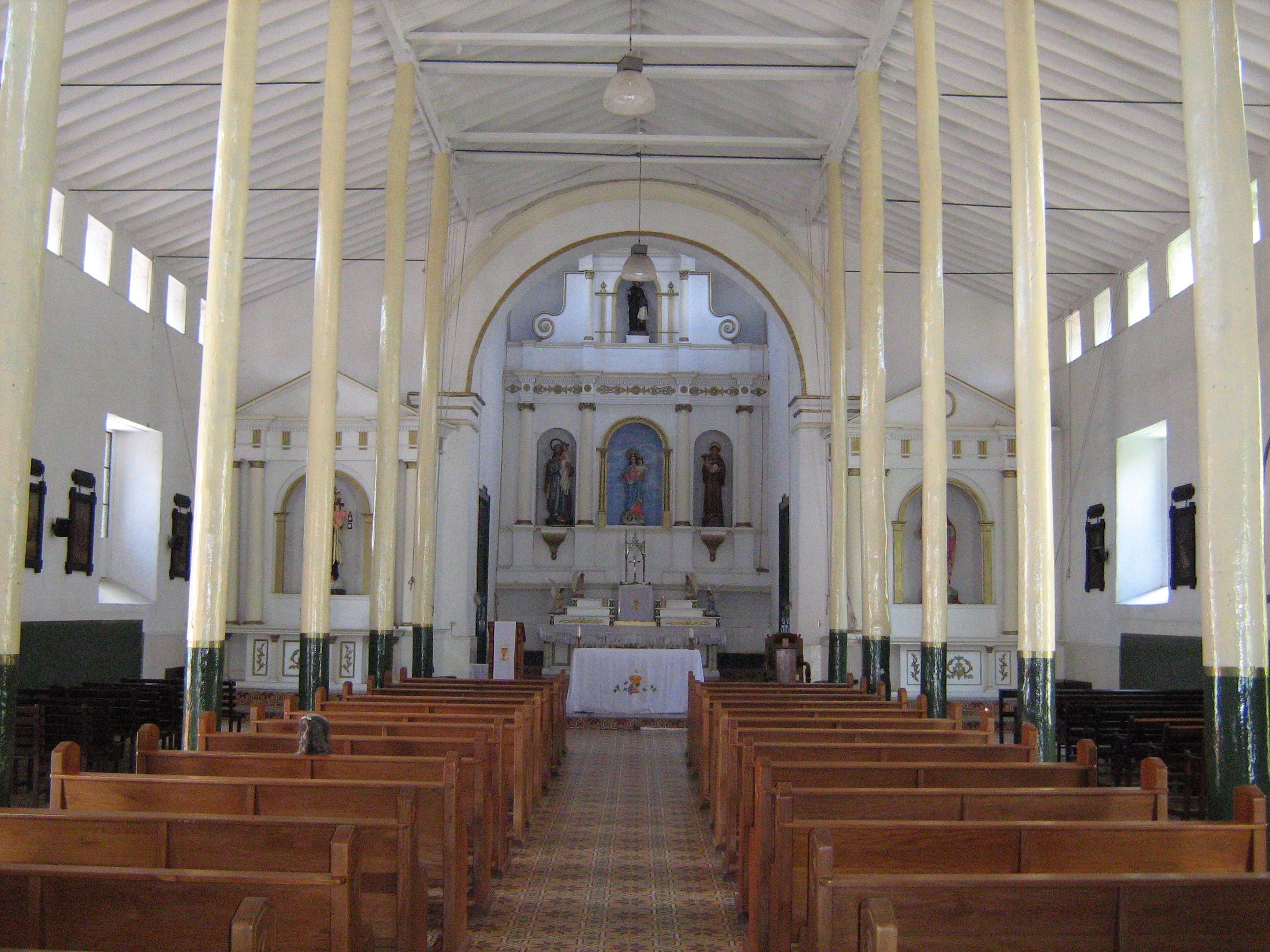
Nave central.

Por el incremento poblacional y la orden de Obispo de Medellín, Valerio Antonio Jiménez, en visita de febrero de 1870, quien señala la necesidad de ampliar o alargar el templo, se opta por la edificación de un nuevo templo en la plaza de abajo (hoy parque Simón Bolívar). Dicha construcción fue lenta y dispendiosa, se inicia en 1880 y se terminó hacia 1948 cuando Monseñor Joaquín García, Arzobispo de Medellín, ordena estrenar el nuevo templo y decir una misa semanal en la capilla. Desde entonces, al nuevo templo y su adyacente casa cural, también de nueva factura, se trasladó el culto y las relaciones de los feligreses con la Iglesia y sus ministros.
Luego de una adecuación de la capilla por parte del Párroco Pbro. Hernándo Muñoz y ante el crecimiento poblacional de Barbosa, y en vistas a una mejor atención pastoral para sus habitantes el Obispo de la Diócesis de Girardota Monseñor Héctor Salah Zuleta crea la Parroquia María Auxiliadora por decreto 002 del 24 de febrero de 2001. Para la creación de la nueva parroquia se separaron terrenos de la Principal San Antonio de Padua, en su parte urbana y rural. Es nombrado como primer párroco el Pbro. Héctor Hernán Acevedo Puerta y como vicario parroquial el Pbro. Juan Guillermo Gómez Valencia.

## Características
La capilla maneja un lenguaje sencillo, refleja una concepción arquitectónica tradicional que ha permanecido en la memoria colectiva durante más de un siglo; igualmente, forma parte del paisaje urbano existente, un hito fácilmente identificable y además, continúa cumpliendo su tarea en la vida de los feligreses. 

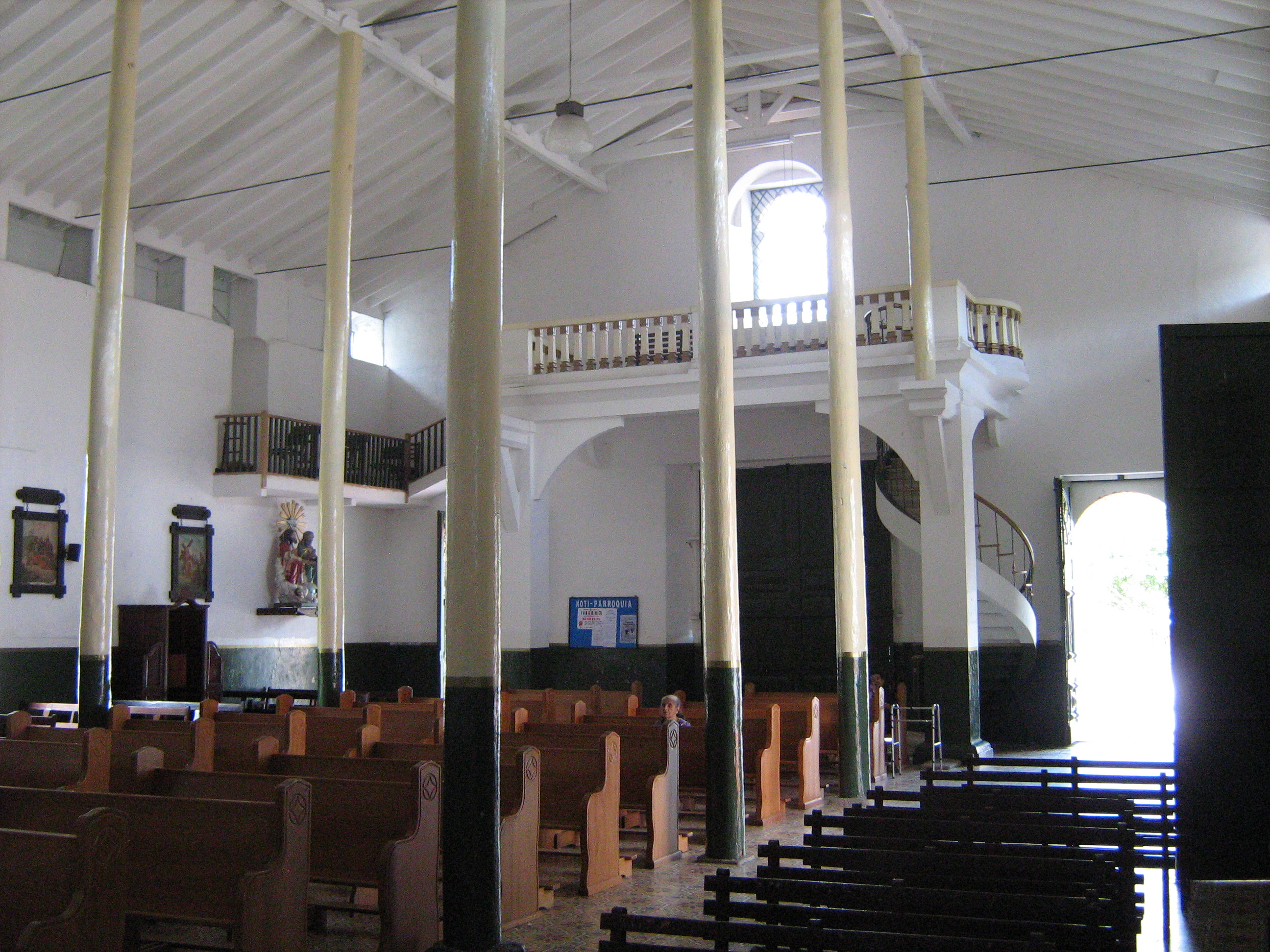
Vista del interior.

La capilla es de planta rectangular, sus muros son en tapia, el pavimento es en baldosa de cemento con esmalte de minerales de diferentes colores que forman figuras geométricas, su interior está subdividido en tres naves, separadas por pilares de madera de sección circular, los cuales se encuentran apoyados en mampostería de piedra. Estos pilares soportan soleras colocadas longitudinalmente y sirven de apoyos intermedios al techo de dos aguas que cubre todo el recinto de la capilla, exceptuando la parte del retablo central del presbiterio, la cual tiene su cubierta un poco más alta formando una linterna o lumbrera que lo ilumina especialmente.
En los muros de las naves laterales del templo se localizan unos cuadros antiguos que representan las estaciones del viacrucis. En la parte delantera del recinto de la capilla sobre la entrada central, se encuentra el coro alto, el cual tiene una pasarela que lo comunica con un antiguo acceso el muro derecho que da con la construcción contigua.
La fachada principal está dividida por de tres cuerpos verticales delimitados por pilastras en ladrillo a la vista. En la parte inferior están los accesos, enmarcados en arcos de medio punto con ladrillo a la vista que proyectan cada una de las naves, enfatizándose el acceso central siendo más grande que las laterales, lo cual evidencia su jerarquía. Los tres cuerpos rematan en espadañas, siendo el central más alto, el cual contiene el reloj y está formada por una serie de arcos que albergan las campanas, y que finalmente terminan en una esbelta cruz metálica, los cuerpos lateras rematan en espadañas en forma de triángulo equilátero.